# Appleseed (film)
Appleseed (アップルシード?) è un film d'animazione  del 2004 diretto da Shinji Aramaki.
Pellicola giapponese di fantascienza basata sull'omonimo manga di Masamune Shirow, realizzata in computer grafica con la tecnica del cel-shading. Il film è uscito nei cinema giapponesi il 17 aprile 2004, mentre in Italia è stato distribuito da Panini Video il 14 novembre 2007 direttamente per il mercato home video.
Il film è il primo di una trilogia costituita anche da Appleseed Ex Machina e Appleseed Alpha, diretti sempre da Aramaki.

## Trama
Anno 2131. A causa di una guerra globale la Terra è ormai ridotta a un ammasso di macerie. Deunan Knute, una giovane e abile guerriera, continua a combattere senza sosta mentre tutte le linee di comunicazione sono state tagliate. La ragazza viene catturata e portata in salvo a Olympus, una città futuribile dove scopre che la guerra che stava combattendo era finita da un pezzo ed il suo ex fidanzato Briareos, creduto da lei morto durante una battaglia a causa di un'esplosione, è in realtà sopravvissuto ed è stato trasformato in un cyborg. Briareos conserva perfettamente tutti i suoi ricordi del passato ma sa che Deunan non può più amarlo come prima a causa delle sue fattezze robotiche.
Deunan scopre inoltre che più della metà degli abitanti di Olympus sono dei cloni detti bioroidi, privi di emozioni e governati da un computer centrale di nome Gaia. D'ora in avanti Deunan, in coppia con Briareos, entrerà a far parte della E.S.W.A.T., un gruppo paramilitare antiterroristico col compito di preservare la pace ad Olympus.
Tuttavia presto nella città tale pace sarà messa in pericolo e Deunan arriverà anche a confrontarsi con eventi del suo passato.

## Colonna sonora
La colonna sonora è composta da musica elettronica e techno con artisti come Paul Oakenfold, Basement Jaxx, Boom Boom Satellites, Akufen, Carl Craig, T. Raumschmiere e Ryūichi Sakamoto.